# John Cuneo
John Cuneo, född 16 juni 1928 i Brisbane, död 2 juni 2020, var en australisk seglare.
Han tog OS-guld i drake i samband med de olympiska seglingstävlingarna 1972 i München.